# Karel Kronych
Karel Kronych (* 7. února 1926 Rakovník) je český sochař.

## Životopis
V letech 1949–1955 studoval na Akademii výtvarných umění v Praze u profesorů Jana Laudy a Karla Lidického.
Během své profesionální činnosti se zabýval tvorbou reliéfů, plastik a ozdobných stěn na veřejných budovách. Vytvořil řadu monumentálních architektonických prací v Ostravě.
Dostal zlatou medaili jako člen tvůrčího kolektivu podílejícího se na sochařské výzdobě československé expozice na světové výstavě EXPO v roce 1958 v Bruselu.
Je členem skupiny MS 66 a účastnil se jejích kolektivních výstav. První vlastní výstavu uspořádal v roce 1956.

## Galerie

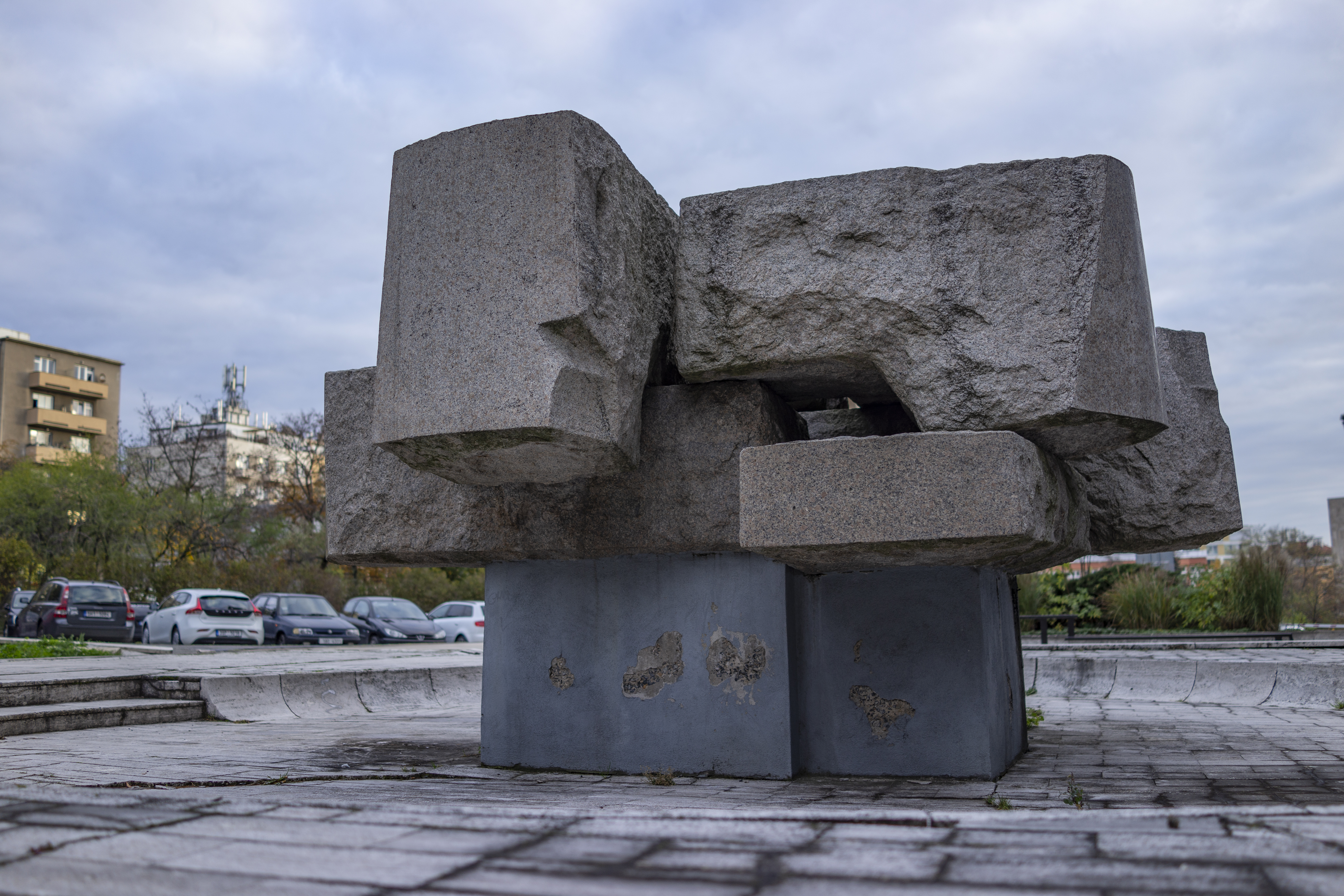
Kamenná skladba (1969)
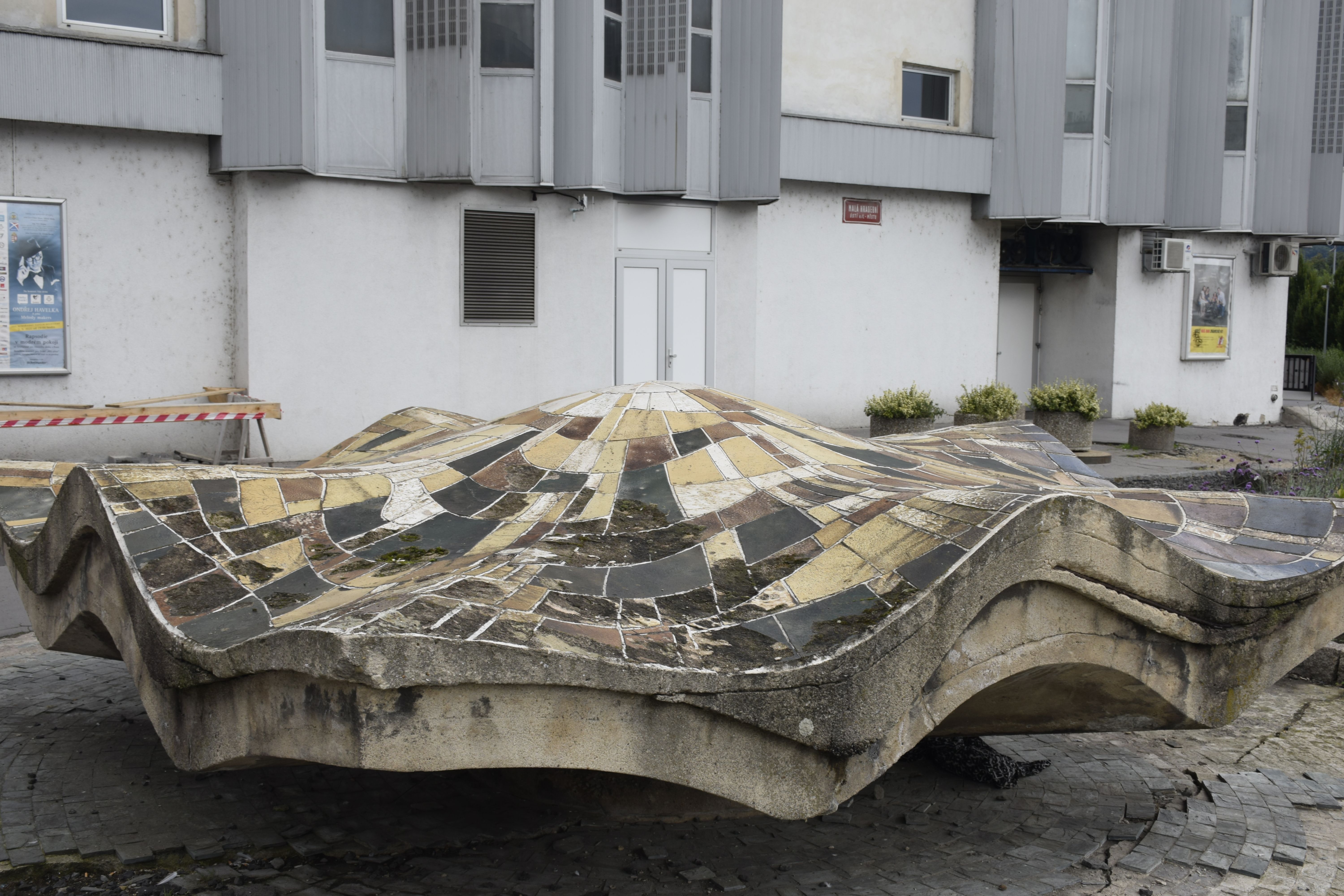
Fontána Labe (1973)
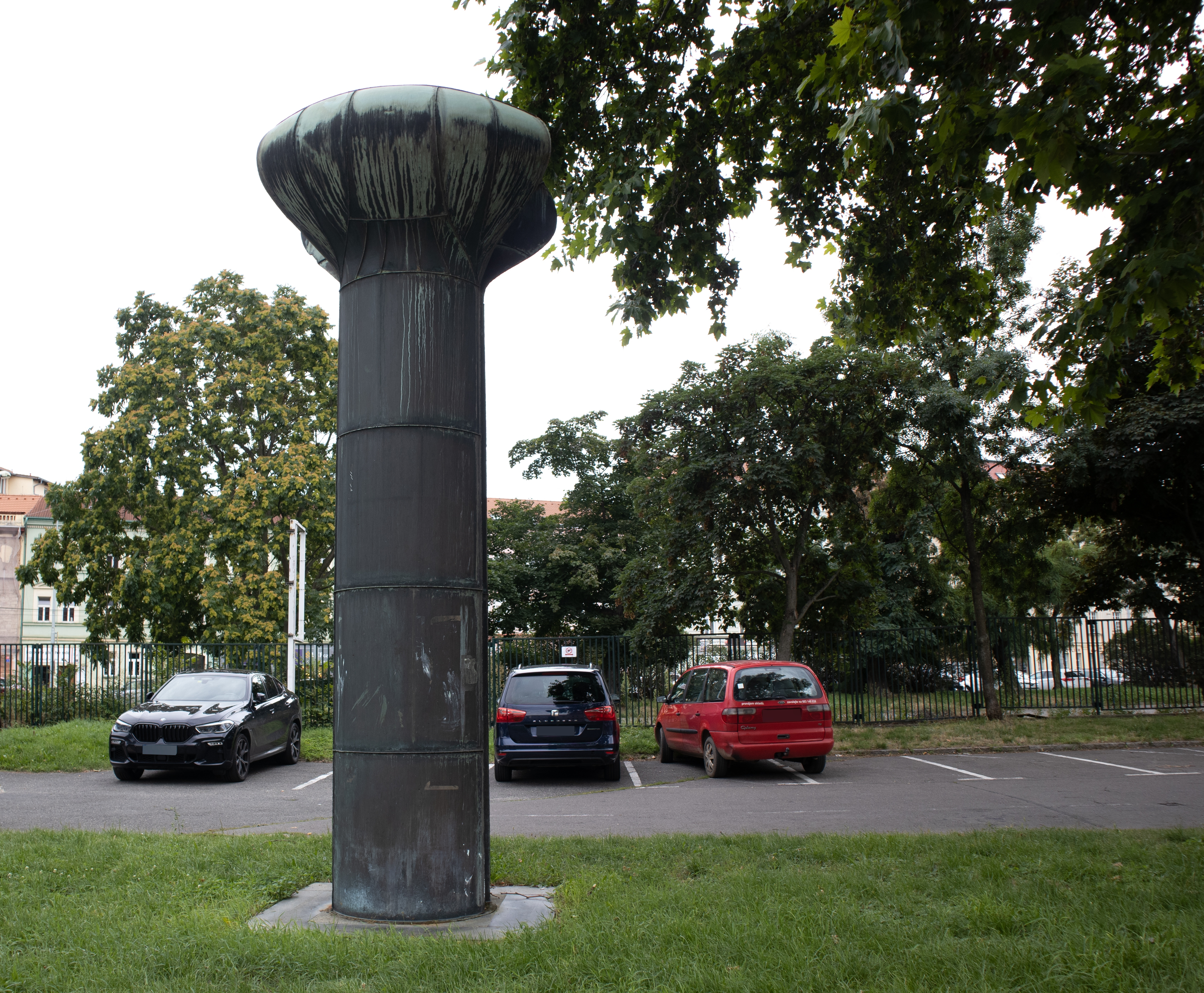
Plastický objekt 315 (1980)
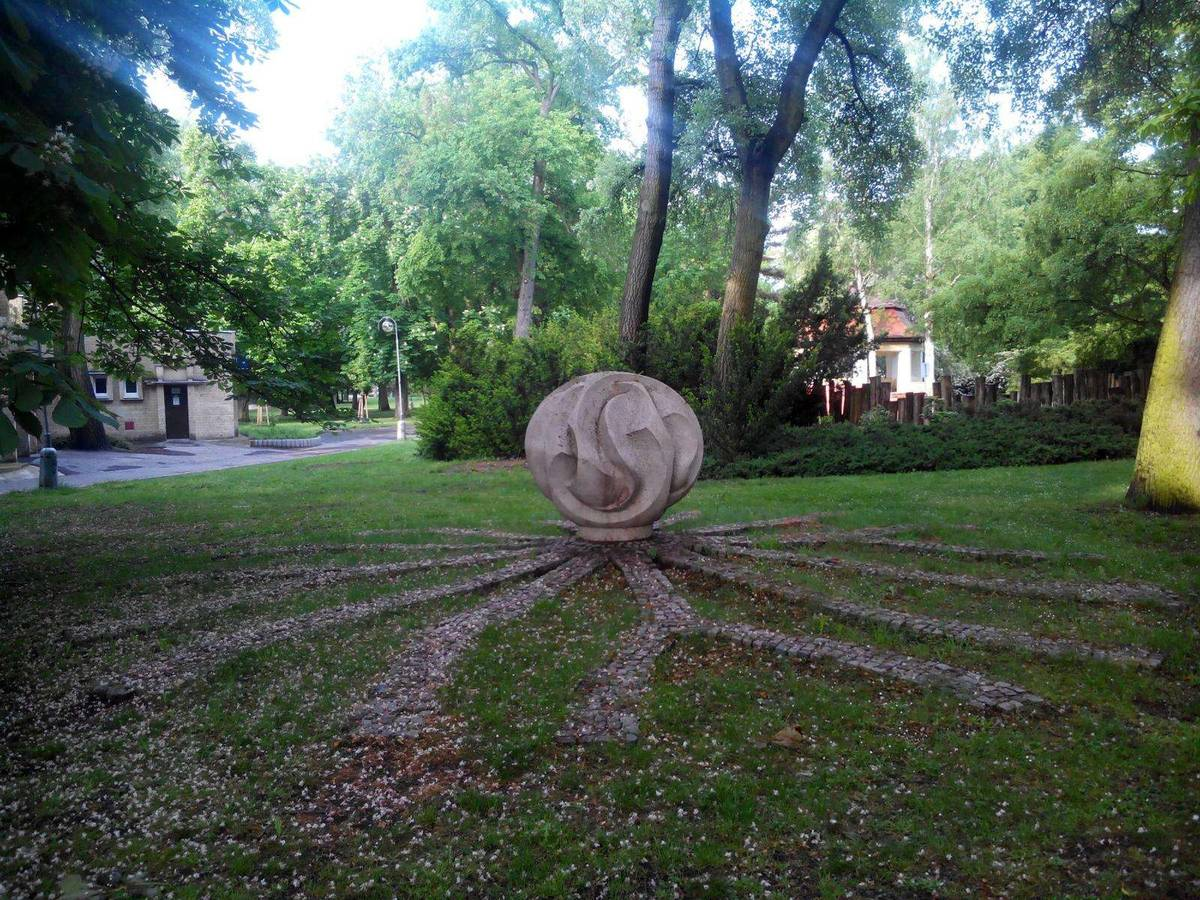
Strom (1984)
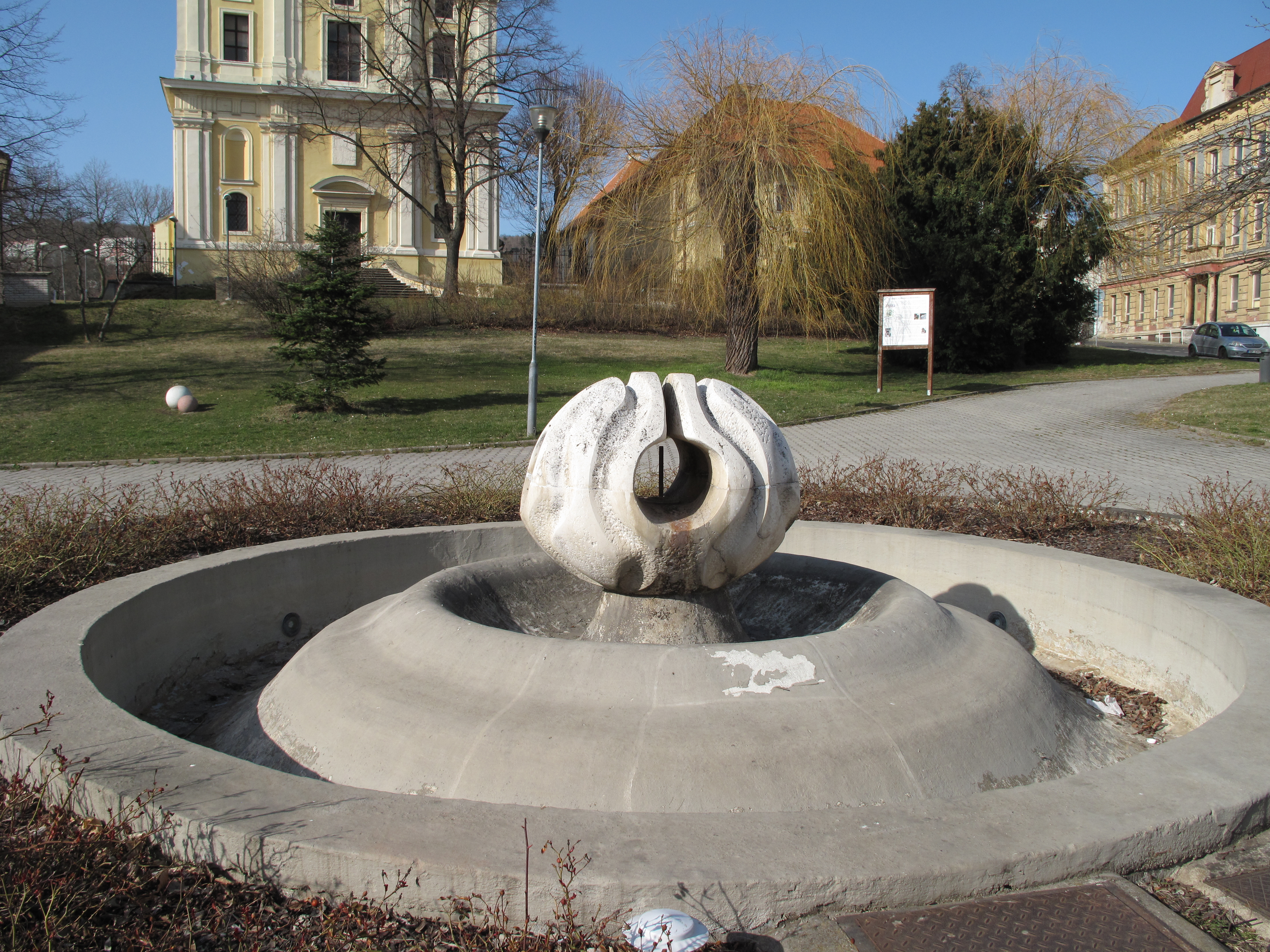
Kašna (1984)
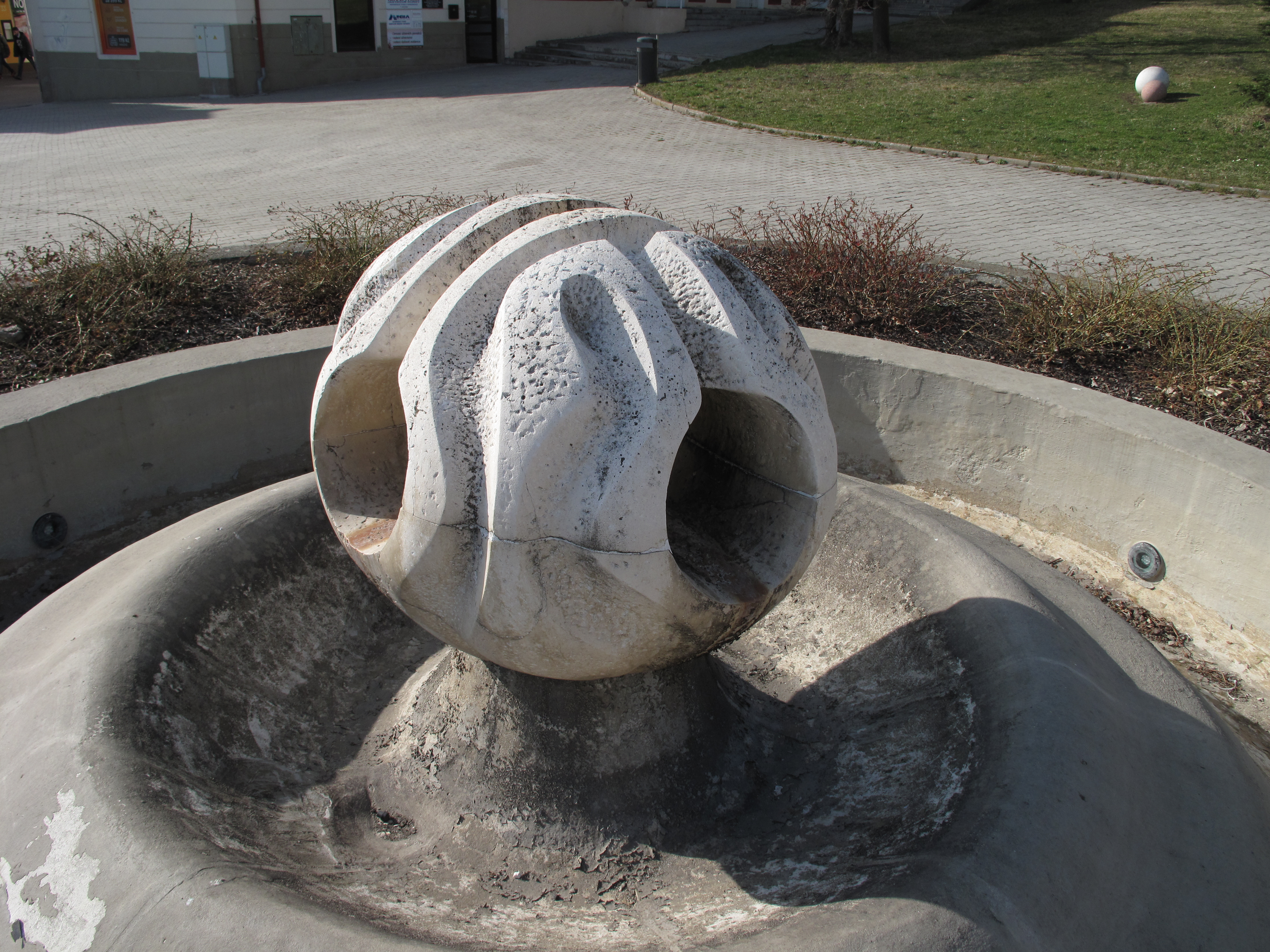
Detail kašny z Litvínova
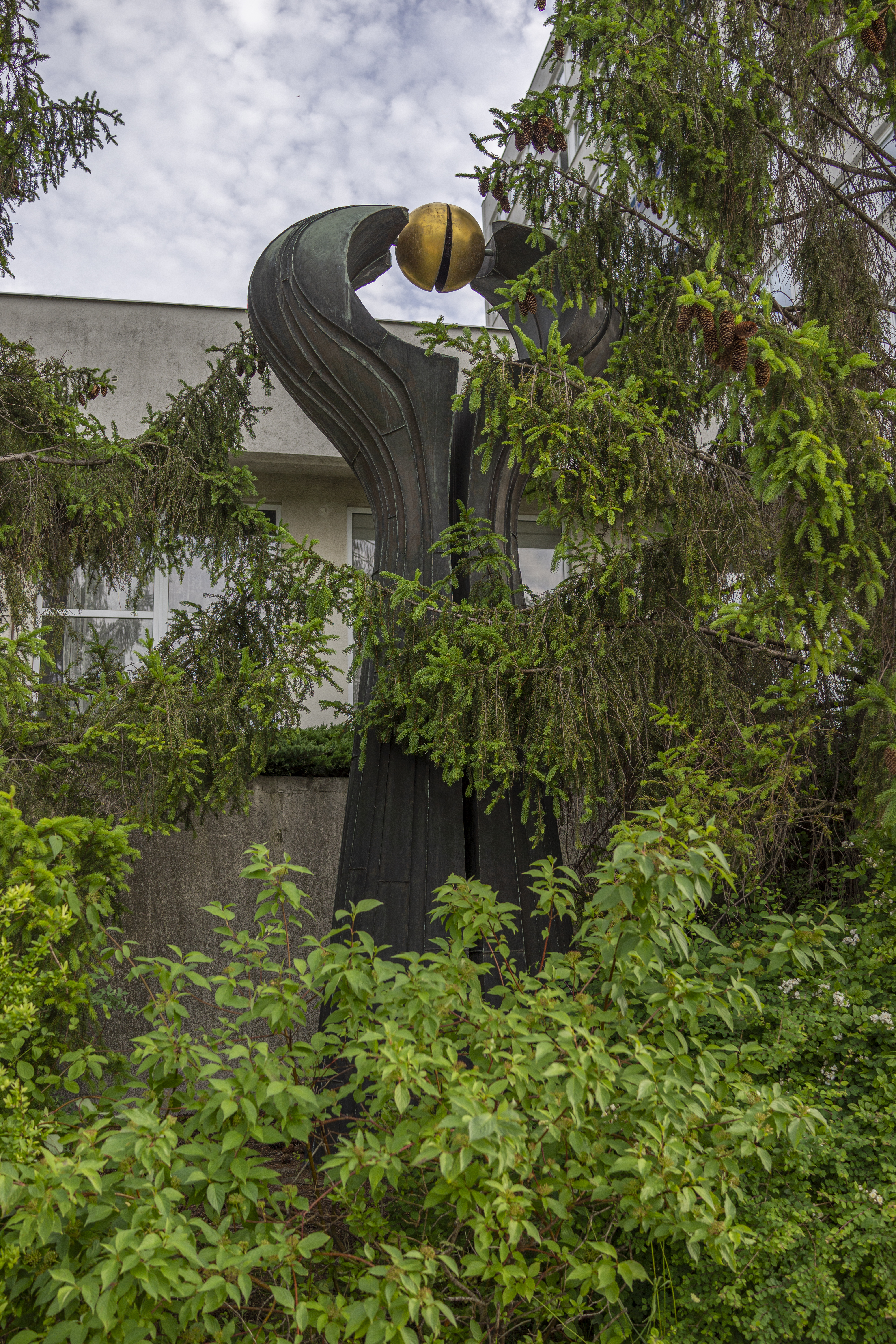
Prosba za návrat (1985)

## Dílo
- Sochařská výzdoba, EXPO Brusel (s kolektivem)[1]
- Dekorativní mříž s reliéfem (120 x 400 cm) ve vestibulu elektrárny Ostrava Třebovice. Odstraněn po roce 2016.[4]
- Reliéf v restauraci Moskva, Praha[1]
- Plastika s fontánou před závodem bižuterie, Jablonec nad Nisou[1]
- Dvě reliéfní stěny ředitelství Čs. plavby labsko-oderské, Děčín[1]
- Plastika před budovou Chemapolu, Praha[1]
- Plastika v atriu Parlamentu, Praha[1]
- Výtvarná spolupráce na Sportovní hale s bazénem v Novém Jičíně[1]
- Fontána Labe, Ústí nad Labem[5]